# Contea di Coos (New Hampshire)
La contea di Coos, in inglese Coos County o Coös County, è una contea dello Stato del New Hampshire, negli Stati Uniti. La popolazione al censimento del 2010 era di 33 055 abitanti. Il capoluogo di contea è Lancaster.
Il nome della contea è a volte scritto con una dieresi. Il governo della contea utilizza entrambe le grafie in modo intercambiabile.

## Geografia fisica
La contea si trova nella parte settentrionale del New Hampshire. L'U.S. Census Bureau certifica che l'estensione della contea è di 4 738,98 km² (1 829,73 mi²), di cui 4 648 km² (1 794,60 mi²) di terra e 90,78 km² (35,05 mi²) coperti da acque interne. In termini di superficie, è la contea più ampia del New Hampshire. Il fiume Connecticut scorre sul confine con il Vermont.
Nel sud della contea il territorio è montagnoso e fa parte della White mountain National Forest.
La città più popolosa è Berlin, mentre Lancaster è il capoluogo. Altre città importanti sono  Gorham, Northumberland e Colebrook.

### Contee confinanti
- Contea di Oxford (Maine) - est
- Contea di Carroll - sud-est
- Contea di Grafton - sud-ovest
- Contea di Essex (Vermont) - ovest
- Municipalità regionale di Contea di Coaticook (Québec, Canada) - nord
- Municipalità regionale di contea di Le Granit (Québec, Canada) - nord

## Storia
Coos è stata formata nel 1803. Deve il suo nome a una parola Abenachi che significa "tortuoso", in riferimento al corso del fiume Connecticut.

## Comuni
- Berlin - city
- Carroll - town
- Clarksville - town
- Colebrook - town
- Columbia - town
- Dalton - town
- Dummer - town
- Errol - town
- Gorham - town
- Jefferson - town
- Lancaster - town
- Milan - town
- Northumberland - town
- Pittsburg - town
- Randolph - town
- Shelburne - town
- Stark - town
- Stewartstown - town
- Stratford - town
- Whitefield - town

### Census-designated place
- Groveton, nel territorio di Northumberland

### Territori extracomunali
- Atkinson and Gilmanton Academy Grant
- Bean's Grant
- Bean's Purchase
- Cambridge
- Chandler's Purchase
- Crawford's Purchase
- Cutt's Grant
- Dix's Grant
- Dixville
- Erving's Location
- Green's Grant
- Hadley's Purchase
- Kilkenny
- Low and Burbank's Grant
- Martin's Location
- Millsfield
- Odell
- Pinkham's Grant
- Sargent's Purchase
- Second College Grant
- Success
- Thompson and Meserve's Purchase
- Wentworth's Location